# Karl Mühlberger
Karl Mühlberger (Spitz an der Donau, 21 augustus 1857 – Wenen, 15 maart 1944) was een Oostenrijks componist, militaire kapelmeester, trombonist en violist. Hij was de laatste kapelmeester bij het bekende k. en k. regiment van de Tiroler Keizerjagers nr. 1. 

## Levensloop
Mühlberger kreeg zijn eerste muziekles van zijn vader. Hij studeerde viool, trombone, piano, muziektheorie en compositie in Wenen aan het conservatorium bij onder anderen Joseph Hellmesberger sr.. Vervolgens werkte hij als muzikant en muziekleraar. In 1878 werd hij muzikant bij het k. en k. leger in de bekende militaire muziekkapellen van het Infanterie-Regiment nr. 84 te Wenen onder leiding van Karel Komzák II en van het Hoch- und Deutschmeister-Regiment nr. 4 eveneens in Wenen onder leiding van Carl Michael Ziehrer. In 1885 werd hij onder Carl Michael Ziehrer tweede dirigent van het laatstgenoemde orkest in Graz. In 1890 werd hij kapelmeester van de muziekkapel van het Infanterie-Regiment nr. 49.
In 1898 werd hij op 41-jarige leeftijd kapelmeester van de militaire muziekkapel van het 1e regiment van de Tiroler keizerjagers, die hij binnen een korte tijd muzikaal tot een van de beste militaire kapellen van het Oostenrijkse leger maakte. In het gevolg werd de in Innsbruck gestationeerde muziekkapel in 1908 en in 1910 uitgenodigd een concert voor de keizer in Bad Ischl (vakantieplaats van de keizerlijke familie) en in Wenen te verzorgen. Voor zijn grote verdiensten om de k. en k. militaire muziek werd Karl Mühlberger door keizer Frans Jozef I van Oostenrijk geadeld. Mühlberger bleef kapelmeester van de keizerjagers tot 1918, het einde van de Eerste Wereldoorlog. Vanaf 1919 was hij als dirigent van civiele harmonieorkesten en muziekleraar werkzaam. Hij leefde verder in Innsbruck. Tijdens een bezoek aan Wenen overleed hij op 87-jarige leeftijd.
Mühlberge was ook als componist succesrijk. Hij schreef verschillende marsen voor harmonieorkest.

## Composities

### Werken voor harmonieorkest
- 1897 Tiroler Kaiserjäger Marsch, op. 23 (opgedragen aan het 1e regiment van de Tiroler keizerjagers)
- 1914 Kaiserjägermarsch, op. 42 - tekst: Max Depolo "Mir san die Kaiserjäger"
- 1917 Erzherzog Albrecht Franz-Marsch
- Ein Hoch dem ersten Regiment der Tiroler Kaiserjäger
- Hoch Kufstein
- Kriegslieder-Marsch
- Kruis Marsch, op. 37 (opgedragen aan de commandeur van het regiment Opperst Friedrich Kruis)
- Oberst Barth von Barthenau-Marsch
- Oberst Novak von Arienti-Marsch
- Oberst Walter-Marsch
- Speckbacher-Marsch
- Wachauer-Marsch

- Bibliothèque nationale de France: cb13806064n (data)
- Gemeinsame Normdatei: 137694903
- International Standard Name Identifier: 0000 0000 8213 7318
- Library of Congress Control Number: no2007123809
- MusicBrainz: 4571345f-4199-415c-bea7-d3f082d74d00
- Virtual International Authority File: 29322777
- WorldCat: E39PBJjmMdHtqtYmc9yxWYp9Dq